# Chris Daukaus
Christopher Paul Daukaus  (nascido em 25 de setembro de 1989) é um lutador de MMA americano e ex -policial que compete na divisão Heavyweight do Ultimate Fighting Championship. Ele é o irmão mais velho do também lutador do UFC Kyle Daukaus. Em 14 de fevereiro de 2022, ele está como o 8º colocado no ranking de pesos pesados do UFC.

## Fundo
Daukaus foi criado no nordeste de Filadélfia, no bairro de Tacony. Em 2007, Chris se formou na North Catholic High School e se tornou um residente de Parkwood, Filadélfia . Depois de se formar, ele frequentou a Universidade Estadual da Pensilvânia, mas acabou desistindo. Ele começou a treinar artes marciais mistas um ano antes de se matricular na academia de polícia para preencher o vazio do esporte e da competição após o ensino médio e seguir os passos de seu pai, que também era policial.

## Carreira de artes marciais mistas

### Início de carreira
Profissional desde outubro de 2013 e representando Martinez BJJ, Chris Daukaus compilou um recorde de 8-3 em 11 lutas na carreira como profissional, vencendo por seis nocautes e uma decisão. Daukaus competiu com CES MMA, Cage Fury Fighting Championships e Ring Of Combat. Ele terminou seis de suas sete vitórias profissionais. Em sua estreia no MMA no XFE Cage Wars 27, ele derrotou Robert Duvalle por nocaute técnico no primeiro round. Daukaus também derrotou Jeffrey Blachly por nocaute técnico no segundo round em sua estreia no Cage Fury Fighting Championships no CFFC 50. Ele derrotou Blachly pela segunda vez por decisão unânime no CFFC 62. Então, no KOTC Regulator, Daukaus derrotou Anthony Coleman por nocaute técnico no primeiro round. Ele também derrotou Plinio Cruz por nocaute técnico no primeiro round no CFFC 69. Para seu passeio solitário com CES MMA no CES MMA 52 Daukaus derrotou Joshua Marsh por nocaute técnico no segundo round.
No Ring Of Combat 65, ele enfrentou Edwin Smart e o derrotou por nocaute técnico no primeiro round para conquistar a sexta vitória por nocaute de sua carreira profissional.
Daukaus sofreu uma derrota para Zu Anyanwu em uma luta pelo Cage Fury FC Heavyweight Championship no CFFC 73 em 2 de março de 2019. Daukaus estava claramente ganhando aquela luta antes que um figurão mudasse a aparência dela rapidamente e Daukaus foi nocauteado.
Ele então enfrentou Danny Holmes no CFFC 77 em 16 de agosto de 2019. Ele venceu a luta por nocaute técnico no primeiro round.
Ele estava programado para enfrentar Shawn Teed pelo Cage Fury FC Heavyweight Championship em uma revanche no CFFC 82 em 21 de março de 2020. No entanto, todo o evento foi adiado devido à pandemia do COVID-19. O evento e a luta pelo campeonato foram remarcados para 12 de agosto de 2020. No entanto, Daukaus assinou com o UFC no início de agosto e foi substituído por Carl Seumanutafa.

### Ultimate Fighting Championship
Daukaus fez sua estreia no UFC com nove dias de antecedência contra Parker Porter em 15 de agosto de 2020 no UFC 252 . Ele venceu por paralisação no primeiro round depois de uma série de socos e uma joelhada derrubada Porter.
Daukaus enfrentou Rodrigo Nascimento em 11 de outubro de 2020 no UFC Fight Night: Moraes vs. Sandhagen. Ele venceu a luta por nocaute no primeiro round. Essa vitória lhe rendeu o prêmio Performance da Noite.
Daukaus enfrentou Alexey Oleynik em 20 de fevereiro de 2021 no UFC Fight Night: Blaydes vs. Luís. Ele venceu a luta por nocaute técnico no primeiro round. Essa vitória lhe rendeu o prêmio Performance da Noite .
Daukaus estava programado para enfrentar Shamil Abdurakhimov no UFC on ESPN: Sandhagen vs. Dillashaw, mas o confronto seria adiado devido aos protocolos COVID-19 dentro do campo de Abdurakhimov. A luta foi remarcada para acontecer no UFC on ESPN: Hall vs. Strickland em 31 de julho de 2021. No entanto, a luta foi adiada por razões desconhecidas para o UFC 266 . Daukaus venceu a luta por nocaute técnico no segundo round. Essa vitória lhe rendeu o prêmio Performance da Noite .
Daukaus enfrentou Derrick Lewis em 18 de dezembro de 2021 no UFC Fight Night: Lewis vs. Daucaus. Ele perdeu a luta por nocaute no primeiro round.
Daukaus está programado para enfrentar Curtis Blaydes em 26 de março de 2022 no UFC Fight Night 205.

## Vida pessoal
Daukaus era oficial do Departamento de Polícia da Filadélfia desde 2010. No entanto, em 1º de dezembro de 2021, antes de sua luta com Derrick Lewis, Daukaus decidiu deixar seu cargo na força policial para se concentrar totalmente em sua carreira no MMA.
Ele e sua esposa Kelly têm um filho, Cooper.

## Campeonatos e conquistas
- Campeonato de luta final
  - Performance da Noite (Três vezes) vs. Rodrigo Nascimento, Aleksei Oleinik and Shamil Abdurakhimov. vs. Rodrigo Nascimento, Aleksei Oleinik and Shamil Abdurakhimov. [13][16]

## Cartel nas artes marciais mistas (MMA)
| Cartel no MMA   |             |            |
| 16 lutas        | 12 vitórias | 4 derrotas |
| Por nocaute     | 11          | 3          |
| Por finalização | 0           | 1          |
| Por decisão     | 1           | 0          |

| Res. | Cartel | Oponente                   | Método                   | Evento                                | Data                    | Round | Tempo | Local                                      | Notas                                          |
| ---- | ------ | -------------------------- | ------------------------ | ------------------------------------- | ----------------------- | ----- | ----- | ------------------------------------------ | ---------------------------------------------- |
| Loss | 12–4   | Derrick Lewis              | KO (punches)             | UFC Fight Night: Lewis vs. Daukaus    | 18 de dezembro de 2021  | 1     | 3:36  | Las Vegas, Nevada, Estados Unidos          |                                                |
| Win  | 12–3   | Shamil Abdurakhimov        | TKO (punches and elbows) | UFC 266                               | 25 de setembro de 2021  | 2     | 1:23  | Las Vegas, Nevada, Estados Unidos          | Performance of the Night.                      |
| Win  | 11–3   | Alexey Oleynik             | TKO (punches)            | UFC Fight Night: Blaydes vs. Lewis    | 20 de fevereiro de 2021 | 1     | 1:55  | Las Vegas, Nevada, Estados Unidos          | Performance of the Night.                      |
| Win  | 10–3   | Rodrigo Nascimento         | KO (punches)             | UFC Fight Night: Moraes vs. Sandhagen | 11 de outubro de 2020   | 1     | 0:45  | Abu Dhabi, Emirados Árabes Unidos          | Performance of the Night.                      |
| Win  | 9–3    | Parker Porter              | TKO (punches and knee)   | UFC 252                               | 15 de agosto de 2020    | 1     | 4:28  | Las Vegas, Nevada, Estados Unidos          |                                                |
| Win  | 8–3    | Danny Holmes               | TKO (head kick)          | Cage Fury FC 77                       | 16 de agosto de 2019    | 1     | 1:30  | Atlantic City, New Jersey, Estados Unidos  |                                                |
| Loss | 7–3    | Azunna Anyanwu             | TKO (punches)            | Cage Fury FC 73                       | 2 de março de 2019      | 2     | 4:05  | Philadelphia, Pennsylvania, Estados Unidos | For the Cage Fury FC Heavyweight Championship. |
| Win  | 7–2    | Edwin Smart                | TKO (punches)            | Ring of Combat 65                     | 21 de setembro de 2018  | 1     | 3:49  | Atlantic City, New Jersey, Estados Unidos  |                                                |
| Win  | 6–2    | Jahsua Marsh               | TKO (punches)            | CES MMA 52                            | 17 de agosto de 2018    | 2     | 2:16  | Philadelphia, Pennsylvania, Estados Unidos |                                                |
| Win  | 5–2    | Plinio Cruz                | KO (punch)               | Cage Fury FC 69                       | 16 de dezembro de 2017  | 1     | 2:38  | Atlantic City, New Jersey, Estados Unidos  |                                                |
| Win  | 4–2    | Anthony Coleman            | TKO (punches)            | KOTC: Regulator                       | 1 de julho de 2017      | 1     | 3:04  | Stroudsburg, Pennsylvania, Estados Unidos  |                                                |
| Win  | 3–2    | Jeffrey Blachly            | Decision (unanimous)     | Cage Fury FC 62                       | 17 de dezembro de 2016  | 3     | 5:00  | Philadelphia, Pennsylvania, Estados Unidos |                                                |
| Loss | 2–2    | Shawn Teed                 | Submission (keylock)     | Cage Fury FC 53                       | 4 de dezembro de 2015   | 2     | 1:20  | Philadelphia, Pennsylvania, Estados Unidos |                                                |
| Win  | 2–1    | Jeffrey Blachly            | TKO (shoulder injury)    | Cage Fury FC 50                       | 18 de julho de 2015     | 2     | 0:50  | Atlantic City, New Jersey, United States   |                                                |
| Loss | 1–1    | Yordany Hernandez Figueroa | KO (punches)             | XFE 42                                | 10 de maio de 2014      | 1     | 2:24  | Chester, Pennsylvania, Estados Unidos      |                                                |
| Win  | 1–0    | Robert Duvalle             | TKO                      | XFE 27                                | 19 de outubro de 2013   | 1     | 2:03  | Chester (Pensilvânia), Estados Unidos      | Heavyweight debut.                             |